# Skeletna fluoroza
Skeletna fluoroza (fluoroza kostiju ili osteofluoroza) nastaje zbog dugotrajna udisanja fluoridne prašine ili unošenja visokih doza fluorida u tijelo, u koncentraciji od najmanje 8 mg/L (npr. u radnika u tvornicama aluminija). Kosti pokazuju veću gustoću na radiogramu, uz gubitak strukture koštanih gredica. Najjače su zahvaćena rebra i kosti zdjelice.